# Gare de Gimont-Cahuzac
La gare de Gimont-Cahuzac est une gare ferroviaire française de la ligne de Saint-Agne à Auch, située au village de Cahuzac sur le territoire de la commune de Gimont, dans le département du Gers en région Occitanie.
C'est une gare de la Société nationale des chemins de fer français (SNCF), desservie par des trains TER Occitanie.

## Situation ferroviaire
Établie à 154 mètres d'altitude, la gare de Gimont-Cahuzac est située au point kilométrique (PK) 62,644 de la ligne de Saint-Agne à Auch, entre les gares ouvertes de L'Isle-Jourdain et d'Aubiet.
En gare de Gimont-Cahuzac la ligne à voie unique comporte une voie d'évitement et une voie de service. Deux quais latéraux desservent la voie unique et la voie d'évitement.

## Histoire
En 2003, la mise en place du cadencement de la ligne permet une desserte de la gare par 19 trains TER chaque jour. Mais l'état de la ligne nécessite des ralentissements et des suppressions de dessertes à partir de 2006.
Les deux quais de la gare sont refaits et rehaussés dans le cadre des travaux de renouvellement de l'ensemble de la ligne débutés en 2007 et achevés par la section passant par Gimont-Cahuzac en août 2009.
En 2010, la gare est équipée du système de signalisation Block automatique à permissivité restreinte (BAPR) dans le cadre de l'équipement de l'ensemble de la ligne pour permettre d'augmenter le nombre de trains sur la section entre l'Isle-Jourdain et Auch via Gimont-Cahuzac.

## Fréquentation
De 2015 à 2022, selon les estimations de la SNCF, la fréquentation annuelle de la gare s'élève aux nombres indiqués dans le tableau ci-dessous.
| Année               | 2015   | 2016   | 2017   | 2018   | 2019   | 2020   | 2021   | 2022   | 2023   |
| ------------------- | ------ | ------ | ------ | ------ | ------ | ------ | ------ | ------ | ------ |
| Nombre de voyageurs | 57 265 | 51 139 | 56 408 | 43 555 | 54 608 | 37 732 | 49 236 | 59 368 | 71 082 |

## Service des voyageurs

### Accueil
Gare SNCF, elle dispose d'un bâtiment voyageurs, avec guichet, ouvert tous les jours. Elle est équipée d'automates pour l'achat de titres de transport TER.

### Desserte
Gimont-Cahuzac est desservie par des trains TER Occitanie qui effectuent des missions entre les gares de Toulouse-Matabiau et d'Auch, à raison de 11 allers-retours par jour en semaine. Le temps de trajet est d'environ 1 heure 5 minutes depuis Toulouse-Matabiau et de 25 minutes depuis Auch. Certaines relations sont directes en direction ou en provenance d'Auch.  

### Intermodalité
Un parking pour les véhicules y est aménagé. Des bus du réseau « Transports de Gimont » desservent la gare. La ligne 935 du réseau liO dessert aussi la gare.

## Galerie

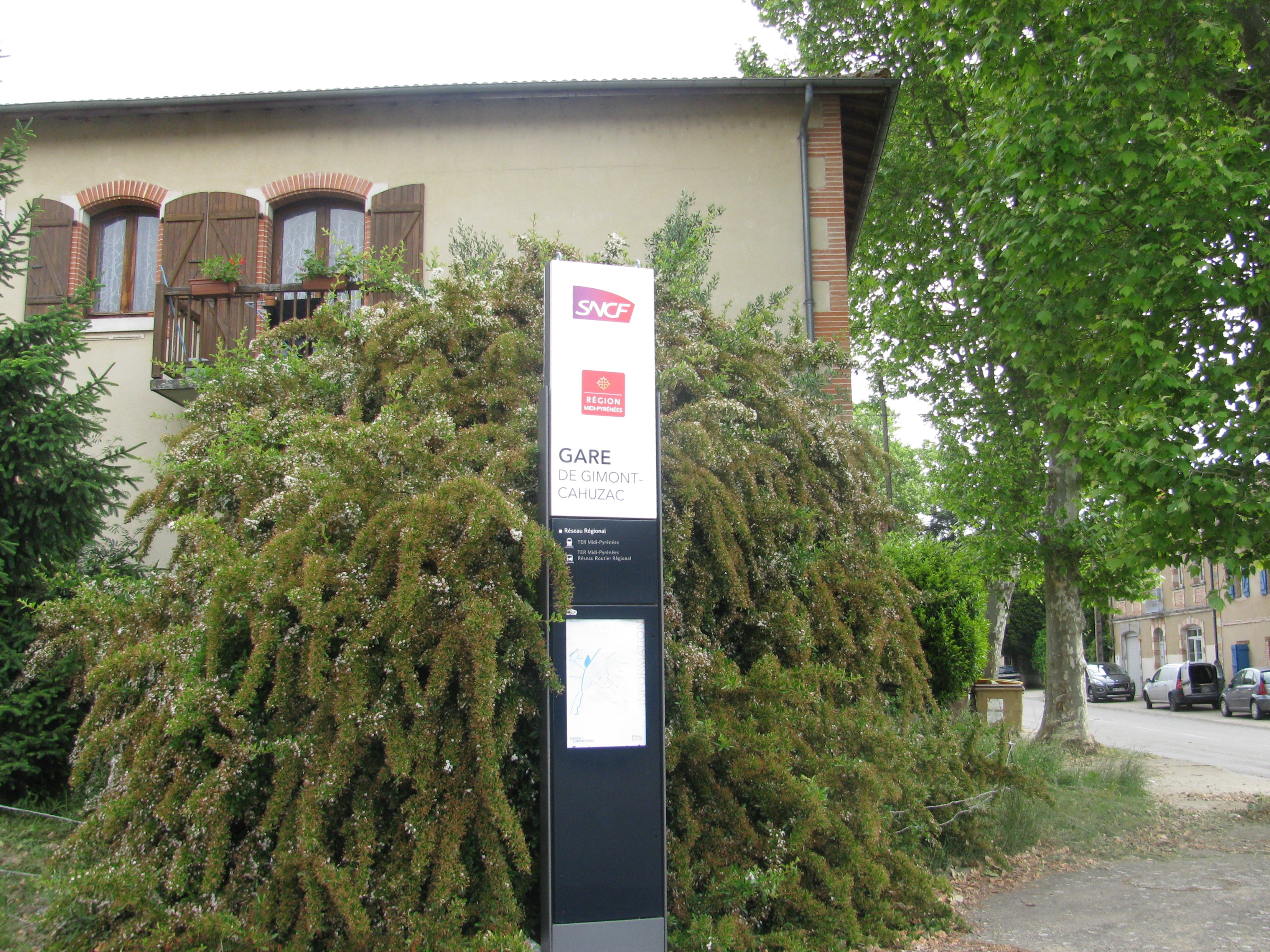
Panneau indicatif.
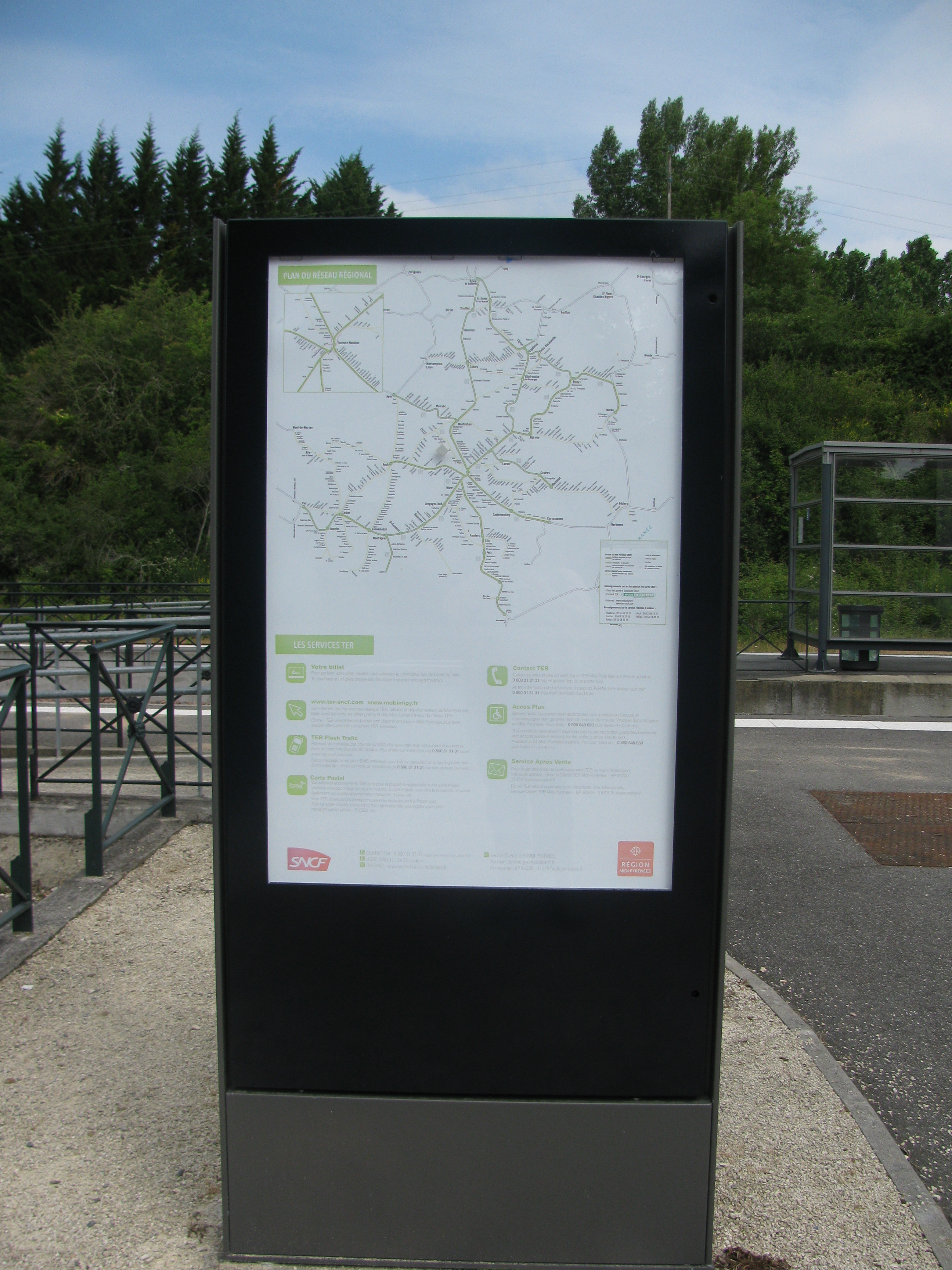
Plan du réseau.
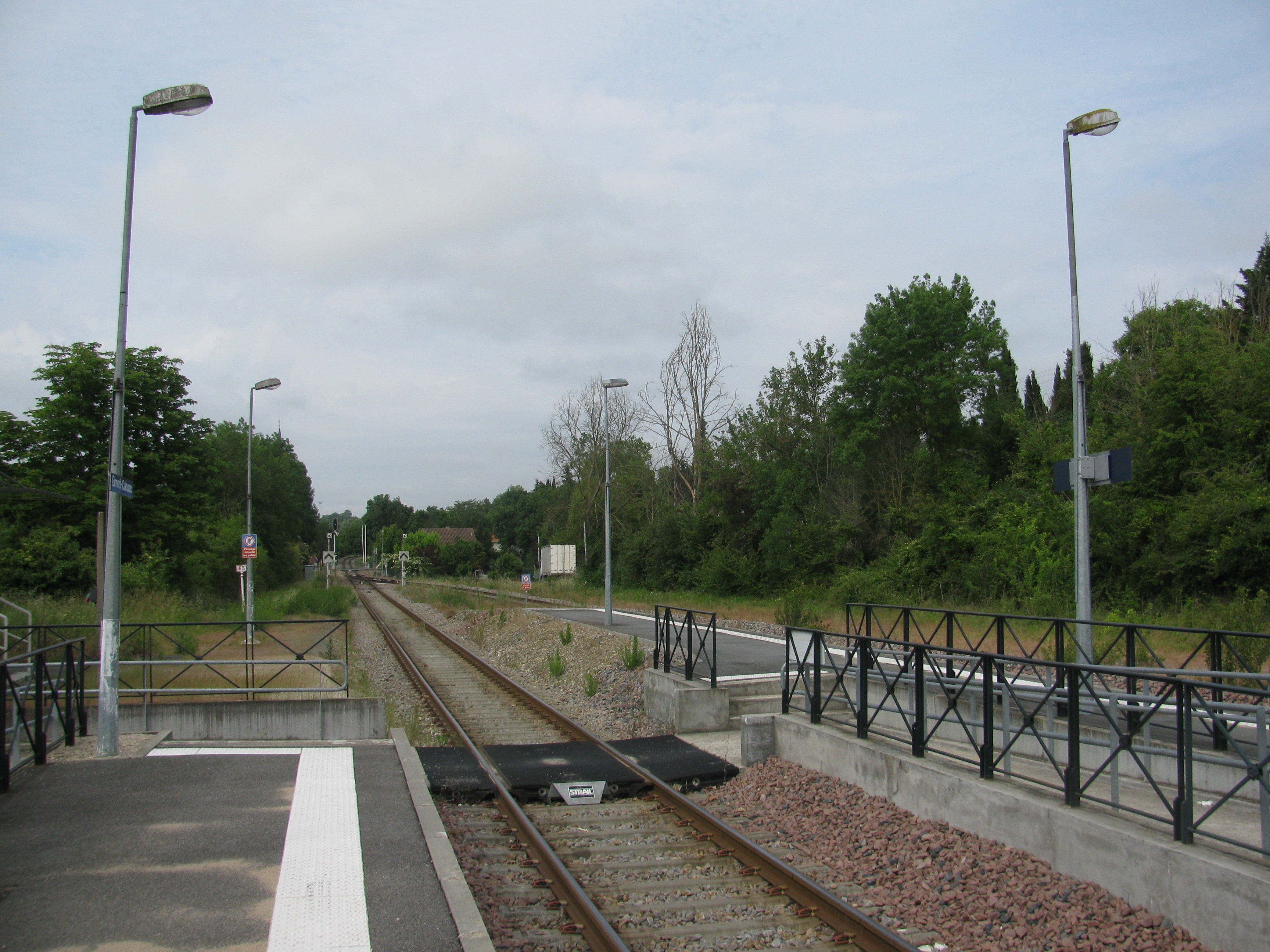
Vue sur les quais.
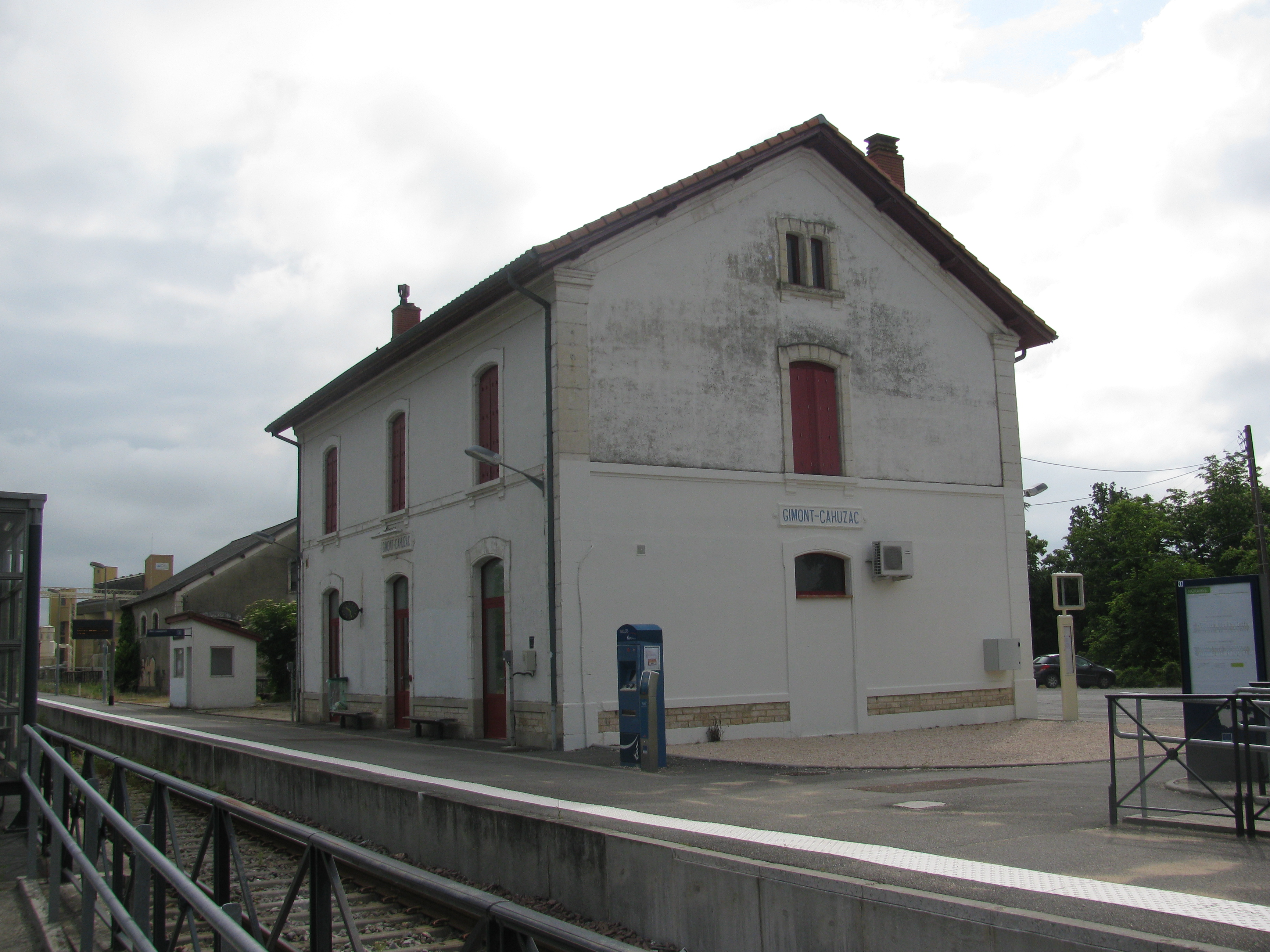
La gare vue des quais.